# (2218) Wotho
(2218) Wotho ist ein Asteroid des Hauptgürtels, der am 10. Januar 1975 vom Schweizer Astronomen Paul Wild, vom Observatorium Zimmerwald der Universität Bern aus, entdeckt wurde.
Der Asteroid trägt den Namen des in den Marshallinseln gelegenen Wotho-Atolls. 